# Бертіль Юганссон
Бертіль Юганссон (швед. Bertil Johansson, 22 березня 1935, Гетеборг — 5 травня 2021, Гене) — шведський футболіст, що грав на позиції нападника за «Гетеборг» та національну збірну Швеції. Футбольний тренер.

## Клубна кар'єра
У дорослому футболі дебютував 1955 року виступами за команду «Гетеборг», кольори якої і захищав протягом усієї своєї кар'єри гравця, що тривала чотирнадцять років. Більшість часу, проведеного у складі «Гетеборга», був основним гравцем атакувальної ланки команди. У складі «Гетеборга» був одним з головних бомбардирів команди, маючи середню результативність на рівні 0,61 гола за гру першості. Двічі, в сезонах 1957/58 та 1961 років, ставав найкращим бомбардиром шведської футбольної першості.
Протягом останніх років ігрової кар'єри поєднував виступи на футбольному полі з тренерською роботою, ставши 1967 року граючим тренером «Гетеборга». Завершивши виступи на полі у 1968 році, продовжував тренувати рідну команду до 1970 року.
Помер 5 травня 2021 року на 87-му році життя.

## Виступи за збірну
1958 року дебютував в офіційних матчах у складі національної збірної Швеції. Згодом викликався до її лав нерегулярно і протягом шести років взяв участь у чотирьох іграх у її формі.

## Титули і досягнення

### Як гравця
- Чемпіон Швеції (1):

«Гетеборг»: 1957/58

### Особисті
- Найкращий бомбардир чемпіонату Швеції (2):

1957/58 (27 голів, разом із Генрі Чельгреном), 1961 (20 голів)

### Як тренера
- Чемпіон Швеції (1):

«Гетеборг»: 1969